# Ділянка зв'язування
Ділянка зв'язування в біохімії — ділянка білка, ДНК або РНК, до якої специфічно приєднуються інші молекули або іони — що в даному контексту називаються лігандами. Наприклад, фактори транскрипції можуть приєднуватися лише до певних ділянок на молекулі ДНК.
Часто більш ніж одна молекула можу зв'язуватися із певною ділянкою зв'язування. Ділянки зв'язування проявляють хімічну специфічність, міру різних типів лігандів, що можуть приєднуватися до ділянки, та спорідненість, міру міцності приєднання певного ліганду.
Ліганди і ділянки зв'язування зазвичай (якщо концентрація молекул змінюється не надто швидко) знаходяться в стані хімічної рівноваги. Ділянки зв'язування, більшість з яких приєднані до відповідних лігандів, називаються насиченими.
Одним зі специфічних прикладів є ділянка зв'язування фактора транскрипції, присутня на ДНК. 